# 纳斯尔丁·拉布胡兹
纳斯尔丁·拉布胡兹（Nāṣir ad-Dīn Rabghūzī，约1279年—1351年）全名“纳斯尔丁·布尔罕尼丁·拉布胡兹”（Nasiriddin Burhanidin Rabghuzi），伊斯兰教经学家、察合台文作家。

## 生平
拉布胡兹生于中亚花剌子模的拉巴特·乌古斯（Rabatoghua）地方。（一说出生于喀什噶尔（今中国新疆维吾尔自治区喀什市）。后迁居中亚花剌子模的拉巴特·乌古斯（又译“拉巴特古孜”）地方。）拉布胡兹既是察合台汗国时期精通伊斯兰教教义和经典的学者，又很熟悉东方各个民族语言文学，通晓波斯语、阿拉伯语、文学、哲学、历史学。拉布胡兹收集伊斯兰教众位先知的传说故事作为素材，于1309年至1310年间用察合台文创作出《先知传》。全书共分72章，使用散文体，杂有抒情诗。从亚当、夏娃到伊斯兰教四大哈里发的活动为止，内容包括世界和人类的起源神话，伊斯兰教史上众先知、圣人及其弟子们的故事，民族起源、年历月季传说等等。其中《玉斯甫和祖来汗》的故事尤其精彩。1310年，该书被波斯人译为波斯文，命名为《拉布胡兹故事集》。1796年又被译为喀什噶尔方言，书名仍为《拉伯胡兹故事集》，流传至今。拉布胡兹将这本书献给察合台汗国末期即汗位的答儿麻失里（Tarmashirin）府中的名人托克·布骨汗（Toqk Buqkahan）。中国民族文化宫保存有一本石印本古籍《先知传》，是19世纪末20世纪初俄国喀山印刷，封面丢失，后人用牛皮纸做简易封面。全书现存388页，前后缺页。该书使用的是晚期老维吾尔语，书法形式是纳斯赫体。

## 著作
- رابغۇزى يازغان (腊布霍孜 著)，قىسەسۇل ئەنبىيا (诸先知列传)，قەشقەر ئۇيغۇر نەشرىياتى (喀什维吾尔文出版社)，1999年
- رابغۇزى يازغان (腊布霍孜 著)，قىسسەسۇل ئەنبىيا (诸天使列传)，قەشقەر ئۇيغۇر نەشرىياتى (喀什维吾尔文出版社)，1988年
- 纳斯尔丁·包尔哈尼丁·拉布古孜，玉斯甫和祖来汗（维吾尔文），喀什维吾尔文出版社，1982年